# Binneya notabilis
Binneya notabilis е вид коремоного от семейство Arionidae.

## Разпространение
Видът е разпространен в САЩ.